# Љубомир Радановић
Љубомир Радановић (Цетиње, 21. јул 1960) бивши је југословенски фудбалер, некадашњи играч Партизана.

## Спортска каријера

### Клуб
Рођен је 21. јула 1960. године у Цетињу. Професионалну каријеру почео је у фудбалском клубу Ловћен са Цетиња. Играо је на позицији одбрамбеног играча. Пуну фудбалску афирмацију је стекао у дресу београдског Партизана, за којег је наступао од 1981. до 1988. године. Са „црно-белима” је три пута освајао првенство Југославије (1983, 1986, 1987). Одиграо је 172 првенствене утакмице за Партизан и постигао 15 голова.
Од 1988. одлази у иностранство, прво у Белгију где је носио дрес Стандарда из Лијежа. Остао је до 1990. године, а затим годину дана је играо за француског прволигаша Ницу. Затим је поново обукао дрес Стандарда у сезони 1991/92. Играчку каријеру је окончао у швајцарском друголигашу Белинцони.

### Репрезентација
За А репрезентацију Југославије одиграо је 34 утакмице и три пута био стрелац. Дебитовао је 1983. на утакмици против Француске (0:4) у Паризу, а опростио се 1988. у сусрету са Шкотском (1:1) у Глазгову. Био је учесник Олимпијских игара 1984. у Лос Анђелесу, када је освојена бронзана медаља.
Постигао је победоносни гол на утакмици против Бугарске (3:2) у Сплиту 1983, који је омогућио Југославији учешће на шампионату Европе 1984. године и свакако је то један од значајнијих тренутака историје југословенског фудбала.
| Бр. | Датум              | Место    | Противник | Гол | Резултат | Такмичење                 |
| --- | ------------------ | -------- | --------- | --- | -------- | ------------------------- |
| 1   | 21. децембар 1983. | Сплит    | Бугарска  | 3:2 | 3:2      | Квалификације за ЕП 1984. |
| 2   | 31. март 1984.     | Суботица | Мађарска  | 2:0 | 2:1      | Пријатељска утакмица      |
| 3   | 16. децембар 1987. | Измир    | Турска    | 1:0 | 3:2      | Квалификације за ЕП 1988. |

## Успеси
„Људи моји, је ли то могуће.”

 — Младен Делић, спортски коментатор, реакција након Радановићевог гола Бугарској 21. децембра 1983.
- Партизан
  - Првенство Југославије:

1. 1982/83.
2. 1985/86.
3. 1986/87.

- Југославија
  - Летње олимпијске игре 1984:  бронзана медаља.

## Приватан живот
Радановић има двоје деце, синове Гаврила (рођен 1982) и Марка (1985). Има фирму која се бави спортским менаџментом и организацијом мечева.